# Saxoceras
Saxoceras es un género de ammonoides de schlotheimiidae muy evolucionados del Jurásico Inferior.
El caparazón de los saxoceras es discoidal y tiene costillas fuertes, generalmente rectas, que nacen en el hombro umbilical y se engrosan en la mitad del venter. Waehneroceras, similares, tienen costillas que se curvan hacia adelante a medida que se acercan al venter y Kammerkarites tiene costillas secundarias más finas. Ambos son también schlotheimiidos evolutos con todos los verticilos expuestos. Las epamminitas de Arietitidae son similares desde el lado, pero tienen una banda suave que corre a lo largo del venter con una quilla mediana.

## Distribución
Columbia Británica, Francia y Alaska.